# Westin Hotels & Resorts

Logo der Westin-Hotels

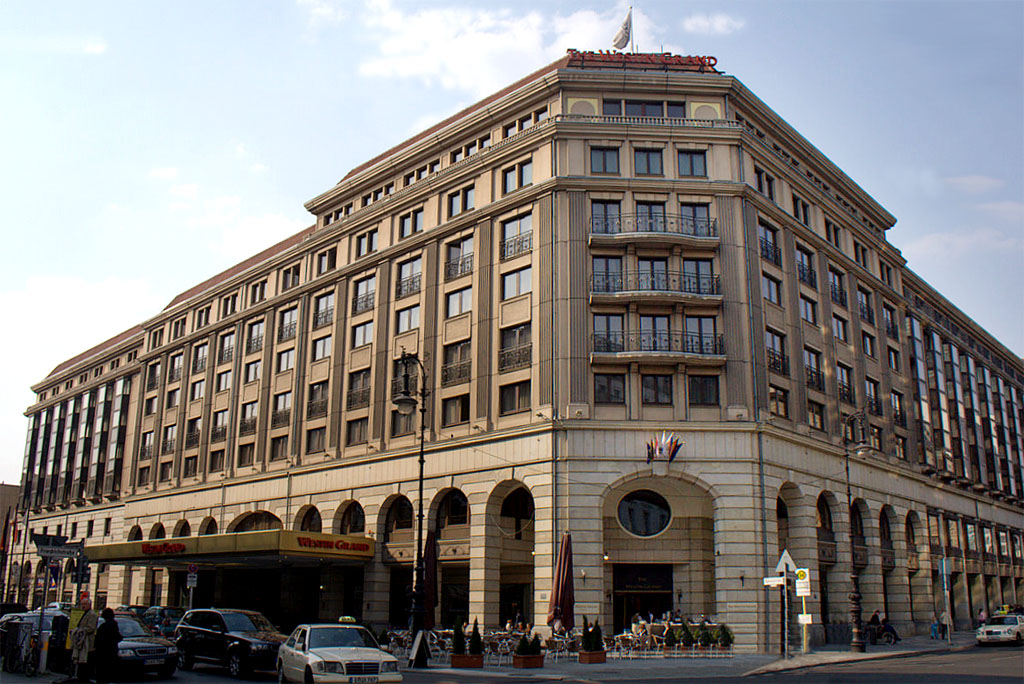
The Westin Grand in Berlin

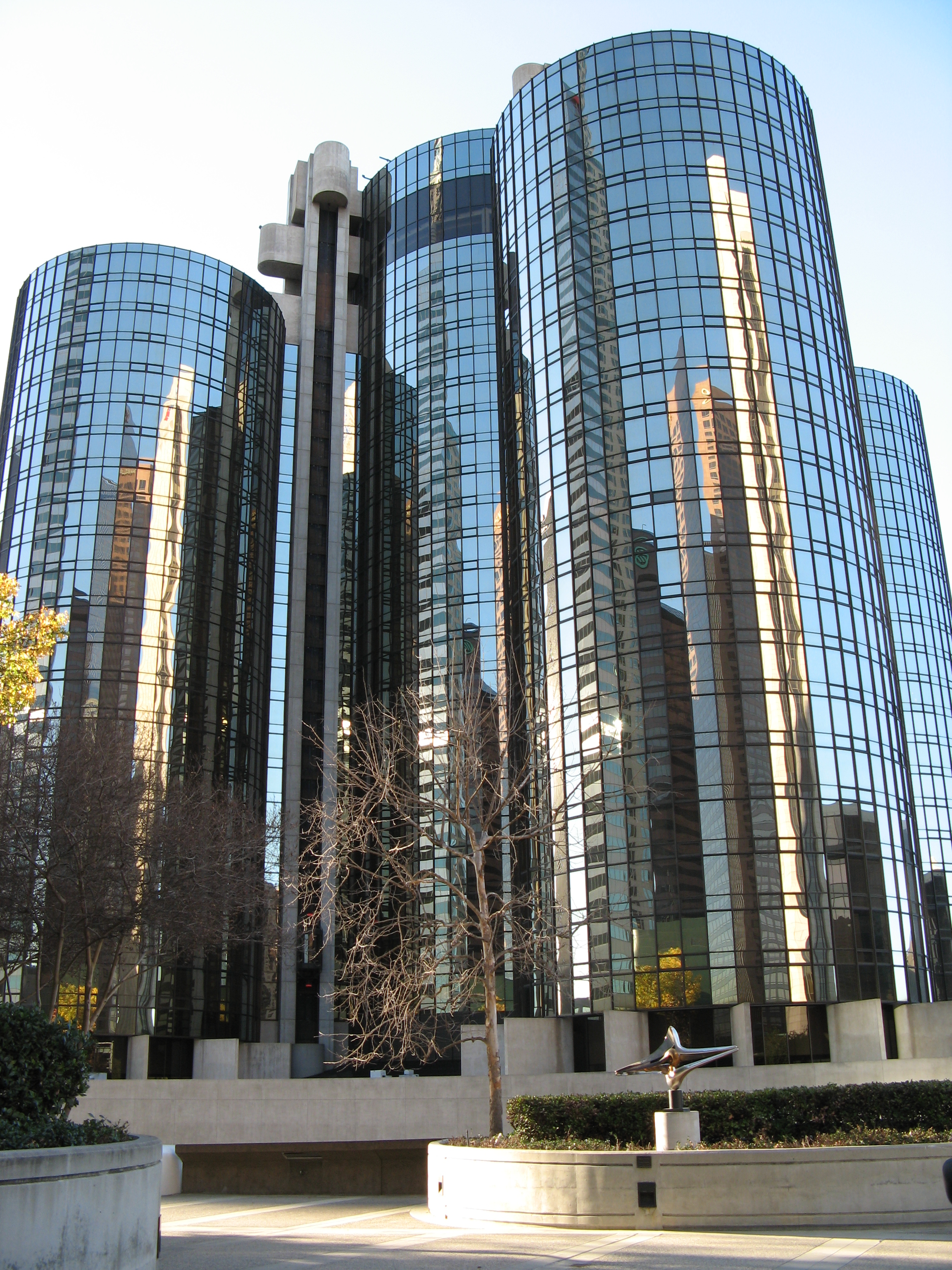
Westin Bonaventure in Los Angeles

Westin Hotels & Resorts ist eine Hotelmarke der ehemaligen Starwood Hotels & Resorts Worldwide. Sie gehört heute Marriott International und wurde 1930 in den USA gegründet. 2022 gehören etwa 230 Hotels auf allen bewohnten Kontinenten zur Marke, fünf davon in Deutschland als einzige Standorte im deutschsprachigen Raum.

## Geschichte
1930 trafen sich per Zufall zwei Hotelkonkurrenten beim Frühstück im selben Lokal in Yakima (Washington). Sie kamen ins Gespräch, schlossen sich zusammen und gründeten Western Hotels, eine Hotelkette mit 17 Hotels. 1954 erfolgte die Namensänderung durch die Übernahme eines Hotels in Kanada von Western Hotels zu Western International Hotels. 1969 boten die Hotels den ersten 24-Stunden-Service weltweit an. 1980 wurde zum fünfzigsten Jubiläum erneut der Name in Westin Hotels & Resorts geändert. 1988 bis 1989 war der Deutsche Helmut Hoermann für vier Monate der Präsident der Westin Gruppe und betrieb gezielt die Expansion nach Deutschland.
1994 wurde Westin für $561 Millionen an Starwood Capital Group (Muttergesellschaft von Starwood) und Goldman Sachs verkauft. 1998 übernahm Starwood die Eigentümerschaft vollständig. 2016 erwarb Marriott International Starwood und wurde so zur weltweit größten Hotelkette.

## Hotels

### Deutschland
In Deutschland gibt es fünf Hotels der Kette:
- The Westin Leipzig in Leipzig (ehemals InterContinental Leipzig)
- The Westin Grand Berlin in Berlin
- The Westin Hamburg in Hamburg-HafenCity, nutzt 19 Etagen in der Elbphilharmonie
- The Westin Grand Frankfurt in Frankfurt am Main (ehemals ArabellaSheraton Grand Hotel)
- The Westin Grand München in München (ehemals ArabellaSheraton Grand Hotel)

Bis 2019 gehörte darüber hinaus das Hotel Bellevue in Dresden zur Gruppe (seit Januar 2020 Bilderberg Bellevue Hotel Dresden). In Österreich und der Schweiz gibt es keine Häuser der Marke.

### Weltweit (Auswahl)
- Westin Bonaventure Hotel, Los Angeles, USA
- Westin St. Francis San Francisco on Union Square, San Francisco, USA
- Westin Excelsior, in Rom an der Via Veneto, Italien. Die Villa La Cupola Suite mit 30.000 USD pro Nacht wurde im März 2012 von CNN unter den zehn teuersten Suiten weltweit gelistet.[2]